# (16543) Rosetta
(16543) Rosetta est un astéroïde de la ceinture principale découvert le 5 septembre 1991 par l'astronome belge Eric Walter Elst à l'observatoire de Haute-Provence à Saint-Michel-l'Observatoire (Alpes-de-Haute-Provence, France).
Il a été nommé pour commémorer l'arrivée de la sonde spatiale Rosetta auprès de la comète 67P/Tchourioumov-Guérassimenko.